# 黄点𫚙科
黃點鯆科（學名：Platyrhinidae）又稱團扇鰩科，是軟骨魚綱鳐总目電鰩目中的一個科，牠们的背上通常有一排大刺，形状类似于犁头鳐科，主要分布於北太平洋以及北美洲的墨西哥及加利福尼亞。雖然傳統分類上將牠們視為是燕魟目物种，但分子研究分析顯示牠們其實與電鰩其實具有較近的親緣關係。

## 下级分类

### 團扇鰩屬Platyrhina約翰內斯·彼得·繆勒&Friedrich Gustav Jakob Henle（英语：Friedrich Gustav Jakob Henle），1838 年，又稱黃點鯆屬
- 日向團扇鰩 Platyrhina hyugaensis Iwatsuki, Miyamoto & Kazuhiro Nakaya（英语：Kazuhiro Nakaya）, 2011：又稱日向黃點鯆。
- 印度團扇鰩 Platyrhina psomadakisi ：又稱印度黃點鯆。
- 中国团扇鳐 Platyrhina sinensis 馬庫斯·埃利澤·布洛赫 & 约翰·哥特洛布·施耐德, 1801：又稱中國黃點鯆。
- 湯氏團扇鰩 Platyrhina tangi Iwatsuki, J. Zhang & Kazuhiro Nakaya（英语：Kazuhiro Nakaya）, 2011：又稱湯氏黃點鯆。

### 擬團扇鰩屬Platyrhinoidis
- 棘背擬團扇鰩 Platyrhinoidis triseriata ：又稱棘背擬黃點鯆。